# Allgemeine bauaufsichtliche Zulassung
Die allgemeine bauaufsichtliche Zulassung (abZ) ist ein bauaufsichtlicher Verwendbarkeitsnachweis für Bauprodukte. Ziel der Zulassung ist es, die sichere Verwendbarkeit von innovativen und anderen Bauprodukten zu gewährleisten.
Allgemeine bauaufsichtliche Zulassungen werden vom Deutschen Institut für Bautechnik (DIBt) auf Antrag erteilt, bei Bedarf in Kombination mit einer allgemeinen Bauartgenehmigung.

## Rechtsgrundlagen
Die Rechtsgrundlage für die Erteilung von allgemeinen bauaufsichtlichen Zulassungen (und von allgemeinen Bauartgenehmigungen) sind die Landesbauordnungen. Zum Teil werden im Rahmen der allgemeinen bauaufsichtlichen Zulassungen (und allgemeinen Bauartgenehmigungen) des DIBt auch wasserrechtliche Aspekte behandelt. Einschlägige Rechtsgrundlagen sind hier das Wasserhaushaltsgesetz (WHG) und die Verordnung über Anforderungen an das Einleiten von Abwasser in Gewässer (AbwV) auf Bundesebene sowie die Landesverordnungen zur Feststellung der wasserrechtlichen Eignung von Bauprodukten und Bauarten durch Nachweise nach der jeweiligen Landesbauordnung (WasBauPVO). 

## Regelungsumfang der allgemeinen bauaufsichtlichen Zulassung und allgemeinen Bauartgenehmigung
Bis zur Novelle der Musterbauordnung 2016 umfasste die abZ sowohl produktbezogene Aspekte als auch Aspekte der Planung, Bemessung und Ausführung (Bauart). 
Im Zuge der Novelle der Musterbauordnung wurde diese Differenzierung zwischen Regelungen für das Produkt (Verwendung) und Regelungen für die Bauart (Anwendung) formal konsequent umgesetzt. 
Aspekte der Planung, Bemessung und Ausführung werden seither in allgemeinen Bauartgenehmigungen (aBG) geregelt. Wenn sowohl Produktaspekte als auch konstruktive Aspekte geregelt werden müssen, erteilt das DIBt Kombi-Bescheide, bestehend aus allgemeiner bauaufsichtlicher Zulassung und allgemeiner Bauartgenehmigung.
Die allgemeinen bauaufsichtlichen Zulassungen und allgemeinen Bauartgenehmigungen des DIBt dienen dazu sicherzustellen, dass die Bauprodukte und Bauarten die Anforderungen der Bauordnungen erfüllen. Diese umfassen insbesondere die Grundanforderungen an Bauwerke nach Anhang I der Bauproduktenverordnung, namentlich: mechanische Festigkeit und Standsicherheit, Brandschutz, Hygiene, Gesundheit und Umweltschutz, Sicherheit und Barrierefreiheit bei der Nutzung, Schallschutz, Energieeinsparung und Wärmeschutz sowie nachhaltige Nutzung der natürlichen Ressourcen. 

### Voraussetzungen an die Erteilung
Eine allgemeine bauaufsichtliche Zulassung oder ein anderer bauaufsichtlicher Verwendbarkeitsnachweis ist erforderlich, 
- wenn es keine Technische Baubestimmung und auch keine allgemein anerkannte Regel für das Bauprodukt gibt,
- das Bauprodukt von einer Technischen Baubestimmung wesentlich abweicht oder
- eine Verordnung nach § 85 Abs. 4a MBO dies vorsieht.

Wenn es sich um ein Bauprodukt von untergeordneter bauaufsichtlicher Bedeutung handelt, ist kein bauaufsichtlicher Verwendbarkeitsnachweis erforderlich.
Für Bauprodukte, die die CE-Kennzeichnung nach der Bauproduktenverordnung tragen, werden keine bauaufsichtlichen Verwendbarkeitsnachweise erteilt. Hier gilt, dass das Bauprodukt verwendet werden darf, wenn es den Anforderungen der Bauordnungen entspricht.
Eine allgemeine Bauartgenehmigung oder ein anderer bauaufsichtlicher Anwendbarkeitsnachweis ist erforderlich, 
- wenn die Bauart wesentlich von den Technischen Baubestimmungen abweicht oder
- es keine Technischen Baubestimmungen oder allgemein anerkannte Regel der Technik für die Bauart gibt.[5]

### Antrag und Verfahren
Allgemeine bauaufsichtliche Zulassungen und allgemeine Bauartgenehmigungen werden auf Antrag vom Deutschen Institut für Bautechnik (DIBt) erteilt. Antragsteller ist in der Regel der Hersteller des Produkts oder der Bauart. Das DIBt legt die durchzuführenden Prüfungen und die zu erbringenden Nachweise fest. Nach Vorlage der erforderlichen Nachweise durch den Antragsteller erteilt das DIBt die Zulassung/Bauartgenehmigung.
Technische Fragen in Bezug auf das Bauprodukt oder die Bauart, die Gegenstand des Verfahrens sind, können bei Bedarf mit den beim DIBt eingerichteten Sachverständigenausschüssen beraten werden. Der jeweilige Sachverständigenausschuss kann Empfehlungen gegenüber dem DIBt aussprechen.

### Geltungsdauer
Allgemeine bauaufsichtliche Zulassungen und allgemeine Bauartgenehmigungen werden in der Regel für die Geltungsdauer von fünf Jahren erteilt. Eine Verlängerung, Änderung oder Ergänzung ist auf Antrag möglich.

### Gebühren
Der Gebührenrahmen für allgemeine bauaufsichtliche Zulassungen und allgemeine Bauartgenehmigungen sind in der DIBt-Satzung festgelegt. Das DIBt teilt dem Antragsteller die voraussichtlich anfallenden Gebühren für das jeweilige Verfahren im Rahmen der Antragsbestätigung mit. 

## Weitere bauaufsichtliche Ver- und Anwendbarkeitsnachweise
Als Verwendbarkeitsnachweis kann entweder eine allgemeine bauaufsichtliche Zulassung (abZ), eine Zustimmung im Einzelfall (ZiE) oder ein allgemeines bauaufsichtliches Prüfzeugnis für Bauprodukte (abP) dienen.
Die Zustimmung im Einzelfall (ZiE) ist auf ein einzelnes Bauvorhaben bezogen. Sie wird in der Regel von der Obersten Bauaufsichtsbehörde des Landes erteilt, in dem das Bauvorhaben durchgeführt wird. Für das Land Berlin ist die ZiE beim DIBt zu beantragen.
Ein allgemeines bauaufsichtliches Prüfzeugnis (abP) wird für Bauprodukte erteilt, die nach allgemein anerkannten Prüfverfahren beurteilt werden können. Diese sind in den Technischen Baubestimmungen abschließend gelistet (vgl. MVV TB Kapitel C 3). 
Allgemeine bauaufsichtliche Prüfzeugnisse dürfen von Prüfstellen erteilt werden, die hierfür nach den Landesbauordnungen der Länder anerkannt worden sind. Die Stellen sind in Teil III des Verzeichnisses der Prüf-, Überwachungs- und Zertifizierungsstellen nach den Landesbauordnungen (PÜZ-Verzeichnis) gelistet.
Als bauaufsichtlicher Anwendbarkeitsnachweis kann neben der allgemeinen Bauartgenehmigung (aBG) die vorhabenbezogene Bauartgenehmigung (vBG) und das allgemeine bauaufsichtliche Prüfzeugnis für Bauarten (abP) dienen.
Die vorhabenbezogene Bauartgenehmigung (vBG) ist auf ein einzelnes Bauvorhaben zugeschnitten. Sie wird in der Regel von der Obersten Bauaufsichtsbehörde des Landes erteilt, in dem das Bauvorhaben durchgeführt wird. Für das Land Berlin ist die vBG beim DIBt zu beantragen.
Ein allgemeines bauaufsichtliches Prüfzeugnis (abP) wird für Bauarten erteilt, die nach allgemein anerkannten Prüfverfahren beurteilt werden können. Diese sind in den Technischen Baubestimmungen abschließend gelistet (vgl. MVV TB Kapitel C 4).

## Belege
1. ↑  Anlagenbezogener Gewässerschutz. DIBt, abgerufen am 9. August 2023
2. ↑  Die technischen Nachweise für Bauprodukte und Bauarten des DIBt (PDF).  DIBt, abgerufen am 9. August 2023.
3. ↑  Vgl. Musterbauordnung § 17
4. ↑  Vgl. Musterbauordnung § 16c
5. ↑  Vgl. Musterbauordnung § 16a
6. ↑  Allgemeine bauaufsichtliche Zulassung (abZ) / Allgemeine Bauartgenehmigung (aBG). DIBt, abgerufen am 9. August 2023
7. ↑  Allgemeine bauaufsichtliche Zulassung (abZ) / Allgemeine Bauartgenehmigung (aBG). DIBt, abgerufen am 9. August 2023
8. ↑  Gesetz, Abkommen, Verwaltungsabkommen, Schiedsvertrag und Satzung des DIBt (PDF).  DIBt, abgerufen am 9. August 2023
9. ↑  Vgl. Musterbauordnung § 17
10. ↑  FAQ zum deutschen Regelungssystem für Bauprodukte und Bauarten (PDF). DIBt, abgerufen am 9. August 2023.
11. ↑  Vgl. Musterbauordnung § 16a